# تلویزیون میوند

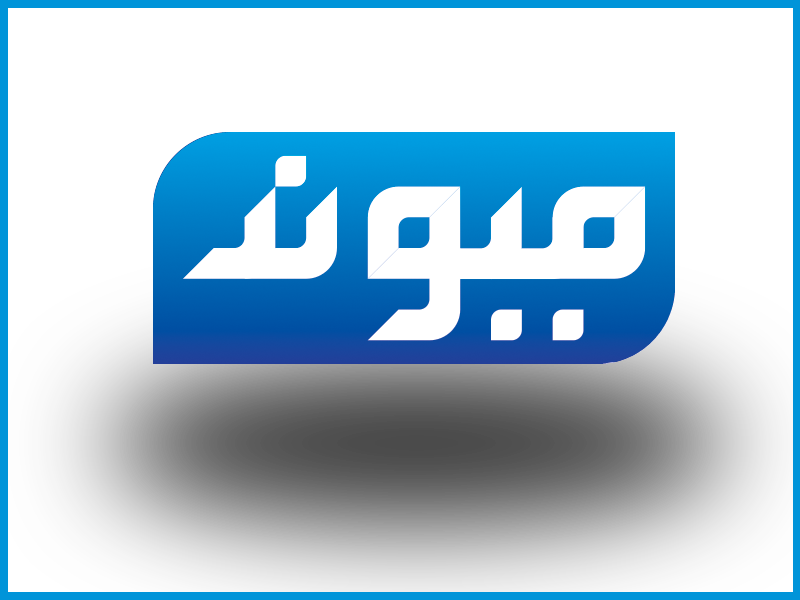
تلویزیون میوند

تلویزیون میوند یکی از تلویزیون‌های خصوصی فعال در کابل افغانستان است.

## پیون به بیرون
- تلویزیون میوند
- برنامه‌های تلویزیون میوند در یوتیوب